# Toquinho & Vinícius (album 1974)
Toquinho e Vinícius è un album di Toquinho e Vinícius de Moraes, pubblicato dalla Philips nel 1974.

## Tracce
- Tutti i brani sono stati composti da Toquinho e Vinícius, eccetto Samba pra Vinícius che è opera di Toquinho e Chico Buarque.

1. Como é duro trabalhar  Toquinho, Vinícius de Moraes - 3:42
2. Samba da volta,   Toquinho, Vinícius de Moraes - 2:51
3. A carta que não foi mandada,   Toquinho, Vinícius de Moraes - 2:51
4. Triste sertão,   Toquinho, Vinícius de Moraes - 3:06
5. Carta ao Tom 74,   Toquinho, Vinícius de Moraes - 2:36
6. Canto e contraponto, (feat. Quarteto em Cy) - 3:02
7. Samba pra Vinícius, (feat. Chico Buarque) - 2:32
8. Sem medo,   - 3:37
9. Samba do Jato,   - 3:39
10. As cores de abril,   - 3:58
11. Tudo na mais santa paz, - 3:38

## Formazione
- Toquinho - voce, chitarra. pianoforte, arrangiamento
- Vinícius de Moraes - voce

## Arrangiamenti
- Toquinho
- Edu Lobo
- Francis Hime
- Zé Roberto